# Marek Stachowski
Marek Stachowski (Piekary Śląskie, 21. ožujka 1936. – 3. prosinca 2004., Krakow), poljski je skladatelj i te istaknuti pedagog skladateljstva. 

## Vanjske poveznice
- Marek Stachowski   Arhivirana inačica izvorne stranice od 13. prosinca 2012. (Wayback Machine) Stranice Poljskog umjetničkog društva
- Stranica o Stachowskom  Arhivirana inačica izvorne stranice od 22. kolovoza 2011. (Wayback Machine) pri Polish Music Centeru (SAD)